# Stella (fiume)
Lo Stella (Stele in friulano) è un fiume di risorgiva che scorre in Friuli, in Italia.

## Storia
Già noto in epoca romana con il nome di Anaxum, il fiume Stella costituiva un'importante arteria di comunicazione per il commercio di vasellame e laterizi, consentendo il rapido trasporto endolagunare verso il porto di Aquileia e l'intero Adriatico.

## Percorso
Lo Stella nasce a 33 m.s.l.m., nei pressi della località di Flambro e sfocia nella Laguna di Marano dopo 45 km di corso.
I due principali affluenti del fiume sono il Taglio e il Torsa. Il suo bacino idrografico è di 356 km². Le località attraversate sono: Flambro, Sterpo, Flambruzzo, Ariis, Chiarmacis, Rivarotta (Rivignano Teor), Pocenia, Palazzolo dello Stella, Precenicco, Piancada.
Ha una portata di circa 30 m³/s.; la temperatura media dell'acqua è di 11 °C, con escursione di 7-13 °C.

## Galleria d'immagini

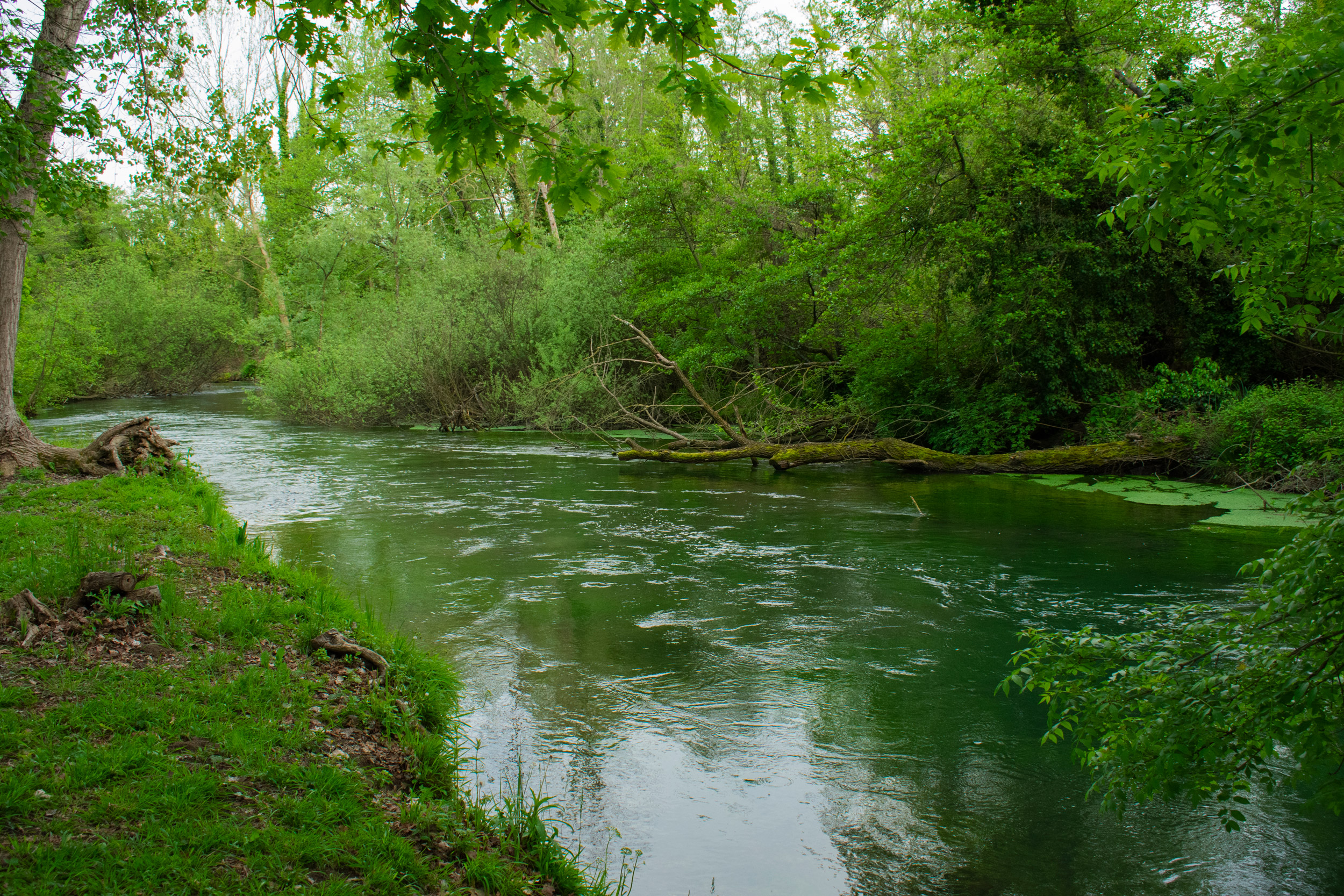
Il fiume Stella a Flambruzzo.
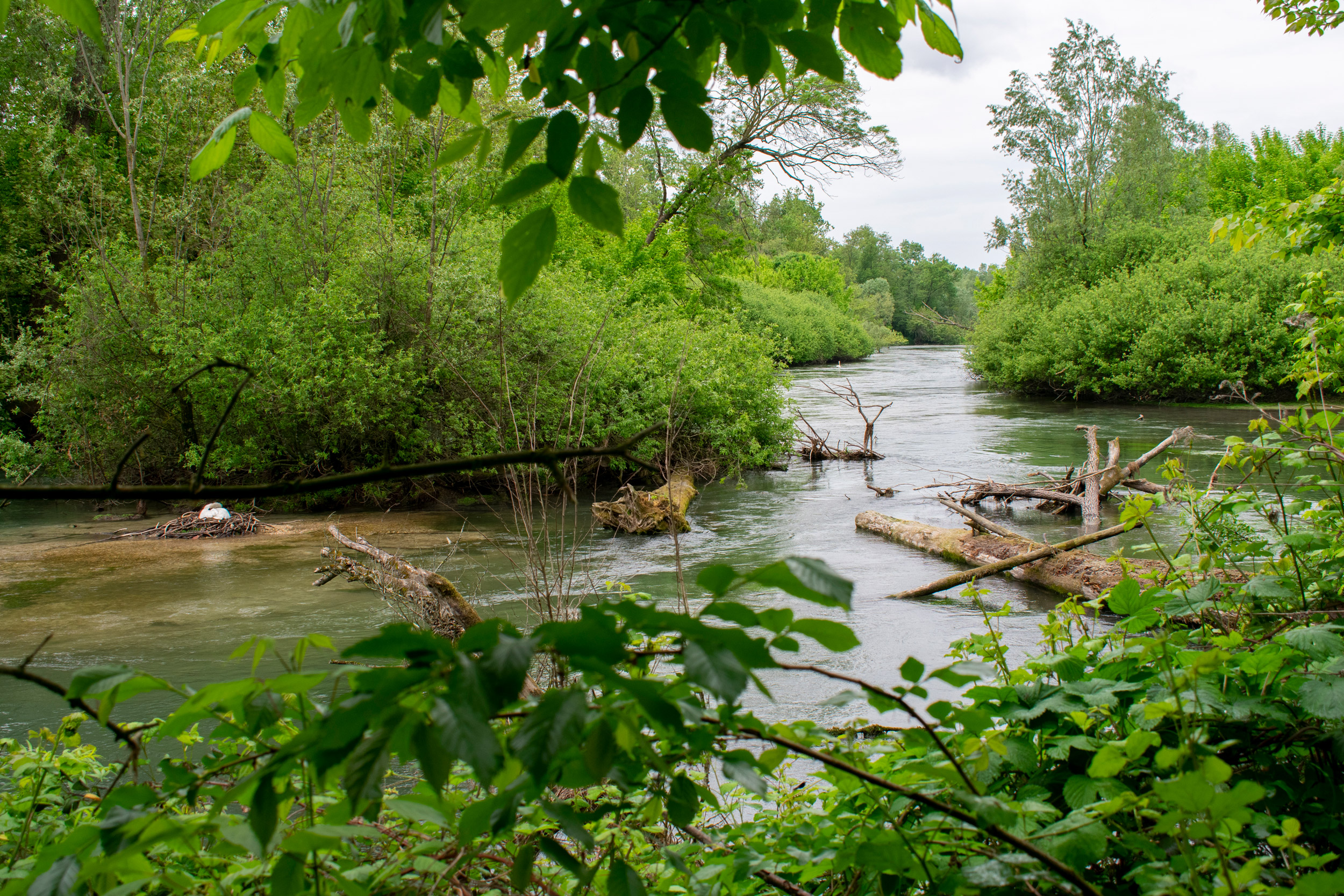
Fiume Stella ad Ariis con nido di cigni.
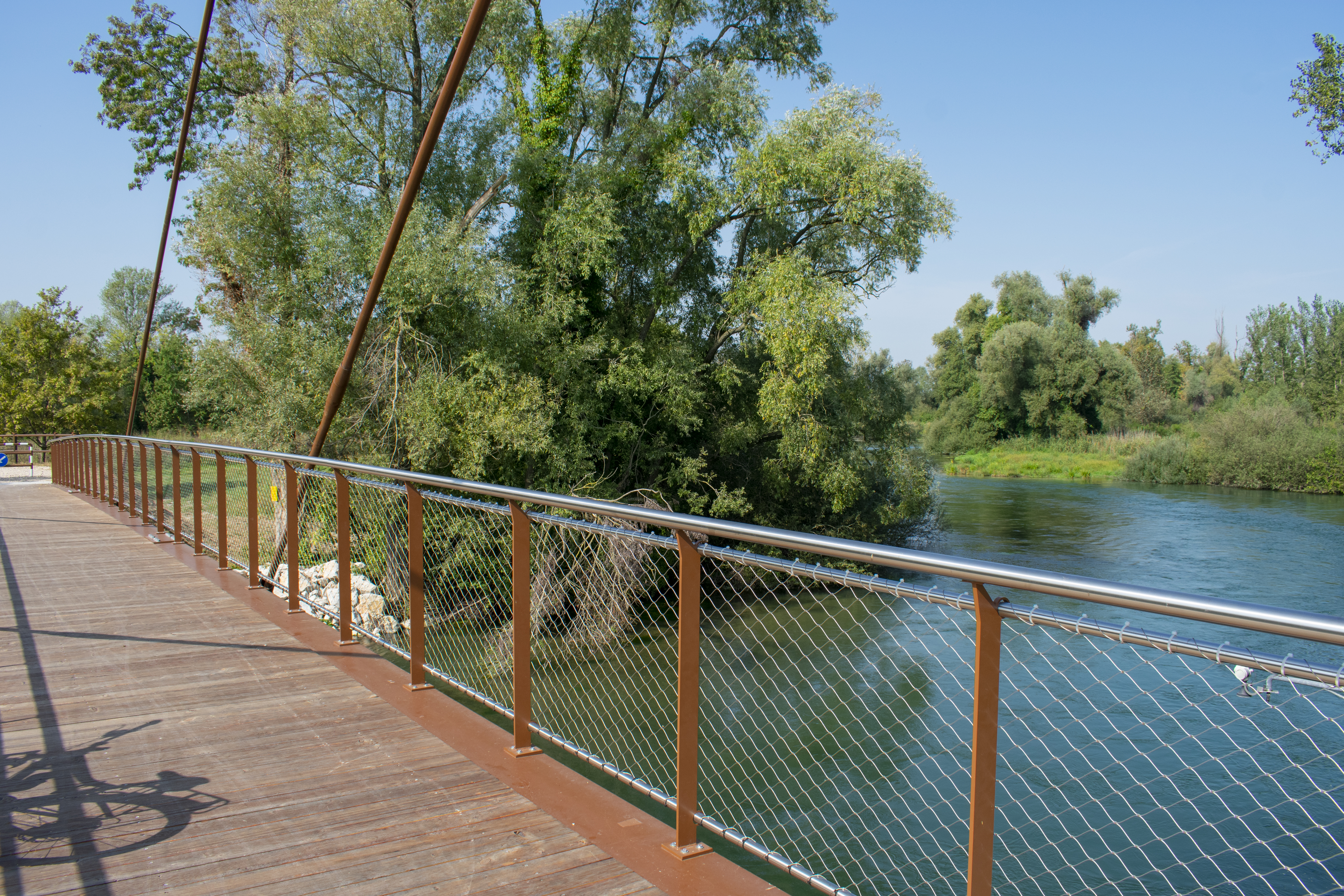
Ponte sul fiume Stella tra Chiarmacis e Pocenia.
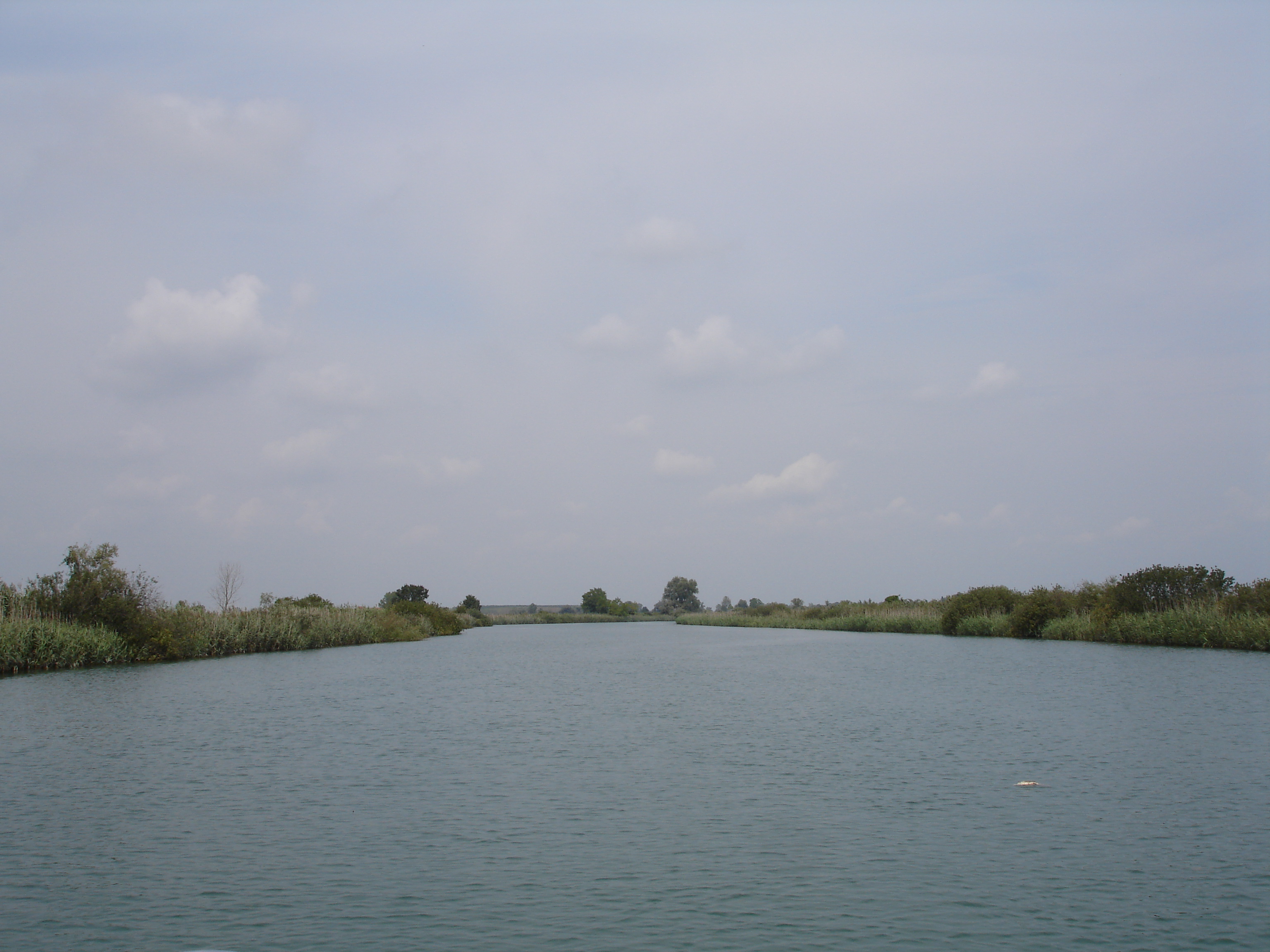
Il fiume Stella nel tratto tra l'estuario e il paese di Precenicco.